# بريسيجن إير
شركة بريسيجن إير (بورصة دار السلام : PAL) وتعني بالعربية «الدقة الجوية» هي شركة طيران تنزانية مقرها في مطار جوليوس نيريري الدولي في دار السلام. تقوم شركة الطيران بتشغيل خدمات الركاب المجدولة إلى نيروبي وعنتيبي والمطارات ومهابط الطائرات في جميع أنحاء تنزانيا.

## تاريخ
تأسست شركة بريسيجن اير في تنزانيا في يناير 1991 كشركة طيران خاصة وبدأت عملياتها في عام 1993. في البداية، كانت تعمل كشركة نقل جوي خاصة ولكن في نوفمبر 1993 تغيرت لتقديم خدمات مجدولة لخدمة سوق السياحة المتنامي.
أصبحت شركة بريسيجن اير أول شركة طيران تنزانية تجتاز اختبار إياتا للسلامة التشغيلية في عام 2006. أصبحت شركة الطيران شركة عامة في أبريل 2011.

## الشركة

### الملكية
كانت شركة بريسيجن إير مملوكة للقطاع الخاص حتى عام 2003، عندما استحوذت الخطوط الجوية الكينية على حصة 49 في المائة، ودفعت 2 مليون دولار أمريكي، بعد أسابيع من استحواذ منافستها الخطوط الجوية الجنوب أفريقية على حصة 49 في المائة في طيران تنزانيا مقابل 20 مليون دولار أمريكي. واحتفظ مايكل شيريما، مؤسس شركة الطيران، بنسبة 51 في المائة المتبقية.
في أكتوبر 2011، قامت شركة بريسيجن اير بتعويم الأسهم في أسهمها في طرح عام أولي في بورصة دار السلام للأوراق المالية، وبعد ذلك تراجعت حصص شيريما والخطوط الجوية الكينية وامتلك المشتركون الجدد في الأسهم 15.86٪. اعتبارًا من 31 مارس 2016، كان المساهمون الرئيسيون: :7

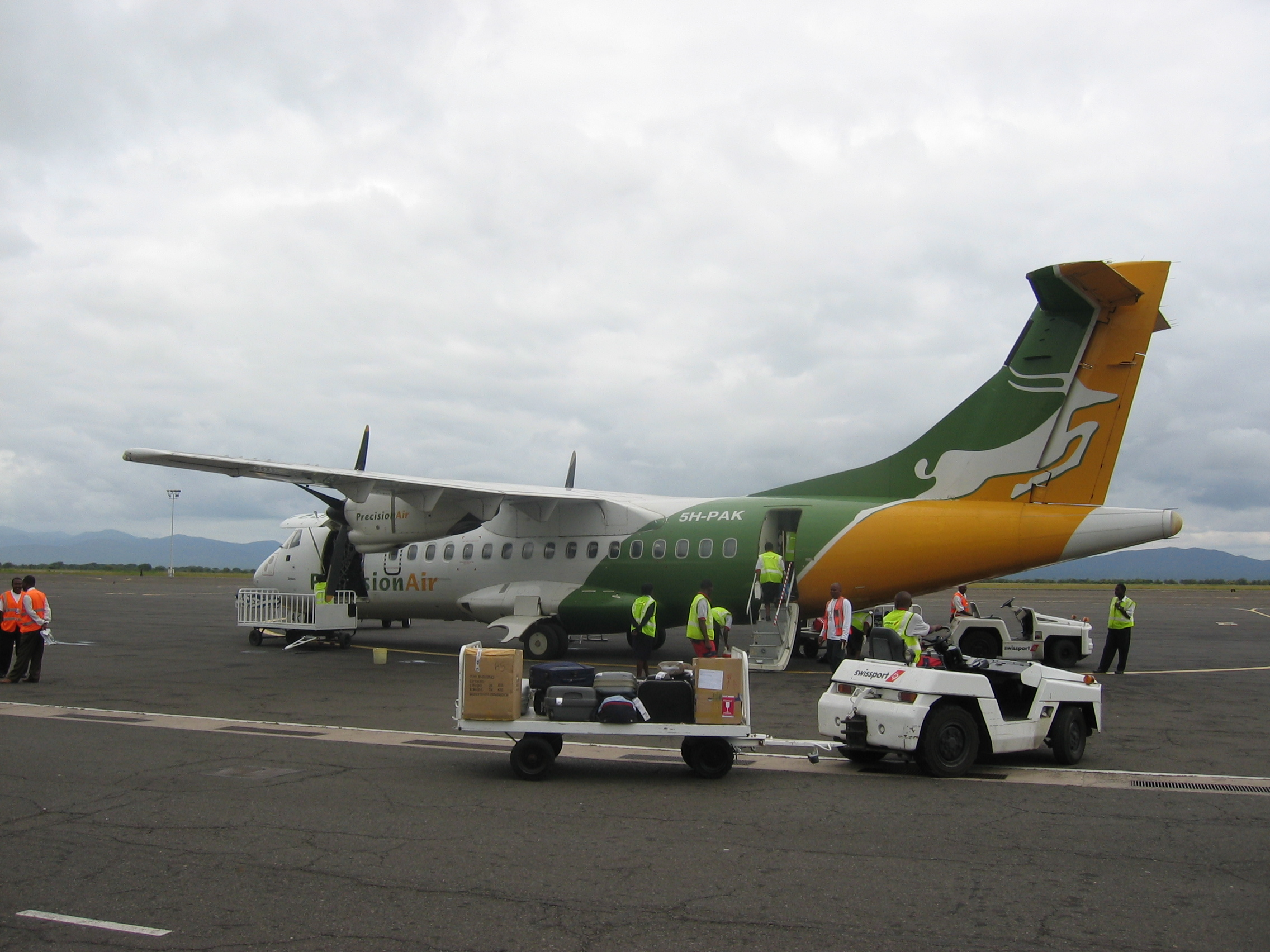
إيه تي آر 42 في مطار كليمنجارو الدولي في عام 2006.

| اسم                                  | عدد الأسهم | فائدة    |
| ------------------------------------ | ---------- | -------- |
| مايكل شيريما                         | 68,857,650 | 42.91٪   |
| الخطوط الجوية الكينية                | 66157350   | 0 41.23٪ |
| نظام خيار مشاركة الموظف الجوي الدقيق | 1,765,300  | 1.10٪    |
| المساهمون الآخرون                    | 23,689,500 | 14.76٪   |
| المجموع                              | 160469800  | 100.00٪  |

## الشراكة

### اتفاقيات الرمز المشترك
لدى شركة بريسيجن للطيران اتفاقيات مشاركة بالرمز مع شركات الطيران الأربع التالية:
1. الاتحاد للطيران (أبو ظبي - دار السلام)[12]
2. الخطوط الجوية الكينية (خطوط مختلفة)[13]
3. خطوط لام الموزمبيق الجوية (مابوتو، نامبولا، بيمبا، دار السلام)[14]
4. رواند اير (كيغالي، كليمنجارو) [15]

### الاتفاقات المشتركة
في عام 2011، أبرمت شركة بريسيجن اير اتفاقية بين الخطوط الجوية القطرية مع الخطوط الجوية القطرية، مما يسمح لركاب هذه الأخيرة بالاتصال إلى وجهات أخرى في شرق إفريقيا مثل أروشا وزنجبار عبر دار السلام ومطار كليمنجارو الدولي. تشمل هذه الاتفاقية التذاكر الإلكترونية. 
اعتبارًا من 23 ديسمبر 2014، أبرمت الشركة أيضًا 21 اتفاقية مشتركة لأغراض الأمتعة وحجز التذاكر الورقية مع شركات الطيران التالية:
1. طيران سيشل (أيضًا التذاكر الإلكترونية)
2. الخطوط الجوية الإيطالية
3. الخطوط الجوية البريطانية (أيضًا التذاكر الإلكترونية)
4. مصر للطيران
5. الإمارات
6. الخطوط الجوية الإثيوبية (أيضًا التذاكر الإلكترونية)
7. الاتحاد للطيران
8. طيران الخليج
9. طيران هان (أيضًا التذاكر الإلكترونية)
10. هيلي اير موناكو
11. الخطوط الجوية الكينية (أيضًا التذاكر الإلكترونية)
12. الخطوط الجوية الملكية الهولندية (أيضًا التذاكر الإلكترونية)
13. الخطوط الجوية الموزمبيقية (أيضًا التذاكر الإلكترونية)
14. الطيران العماني
15. طيران رواند
16. السعودية
17. خطوط SN بروكسل الجوية
18. خطوط جنوب أفريقيا الجوية (أيضًا التذاكر الإلكترونية)
19. الخطوط الجوية السويسرية الدولية
20. الخطوط الجوية الأنغولية (أيضًا حجز التذاكر الإلكترونية)
21. فيرجن أتلانتيك (أيضًا تذاكر إلكترونية) [17]

## الأسطول

### الأسطول الحالي
اعتبارًا من نوفمبر 2022، تضمن أسطول بريسيجن إير الطائرات التالية:

### الأسطول التاريخي
سبق لشركة الطيران تشغيل الطائرات التالية:
1. إيه تي آر 42[20]:66
2. بوينغ 737-300[21]
3. بومباردييه داش 8

## روابط خارجية
- الموقع الرسمي